# USS Croatan (CVE-25)
Le USS Croatan, désigné AVG-25 puis CVE-25, était un porte-avions d'escorte, de classe Bogue construit pour la Marine américaine pendant la Seconde Guerre mondiale.

## Service pendant la guerre
Construit à Seattle, le Croatan est cependant affecté au théâtre atlantique. Son port d'attache est Norfolk et il prend part à l'escorte des convois contre la menace des sous-marins allemands, à partir de l'été 1943. Le porte-avions d'escorte forme un Groupe Hunter-killer avec une poignée de destroyers. Jusqu'au début 1945, le Croatan effectue principalement ce type de missions (le groupe prend part à la destruction de plusieurs u-boot), interrompu cependant par d'autres affectations. Fin 1943, il fait deux aller-retours vers Casablanca pour transporter des avions (et leurs équipage) affectés à ce théâtre. Fin 1945, le navire fait deux traversées transatlantique au départ du Havre, pour rapatrier aux États-Unis des militaires démobilisés.

## Après la guerre
Le Croatan est placé en réserve en mai 1946. Il est remis en service en 1958, mais à titre de navire de transport : il dépend du Military Sealift Command (appelé à l'époque Military Sea Transportation Service), son équipage est civil, et le préfixe USS est remplacé par USNS. En 1963 puis 1964, il livre des Lockheed F-104 Starfighter neufs aux armées de l'air norvégienne puis grecque. Il transporte aussi des avions vers le Vietnam. En 1964-1965, il est mis à la disposition de la NASA, pour le tir de fusée-sondes. 
Placé à nouveau en réserve à Beaumont Reserve Fleet en 1969, il est radié de la liste des navires en 1970, et finalement vendu à la ferraille en 1971.

## Galerie photos

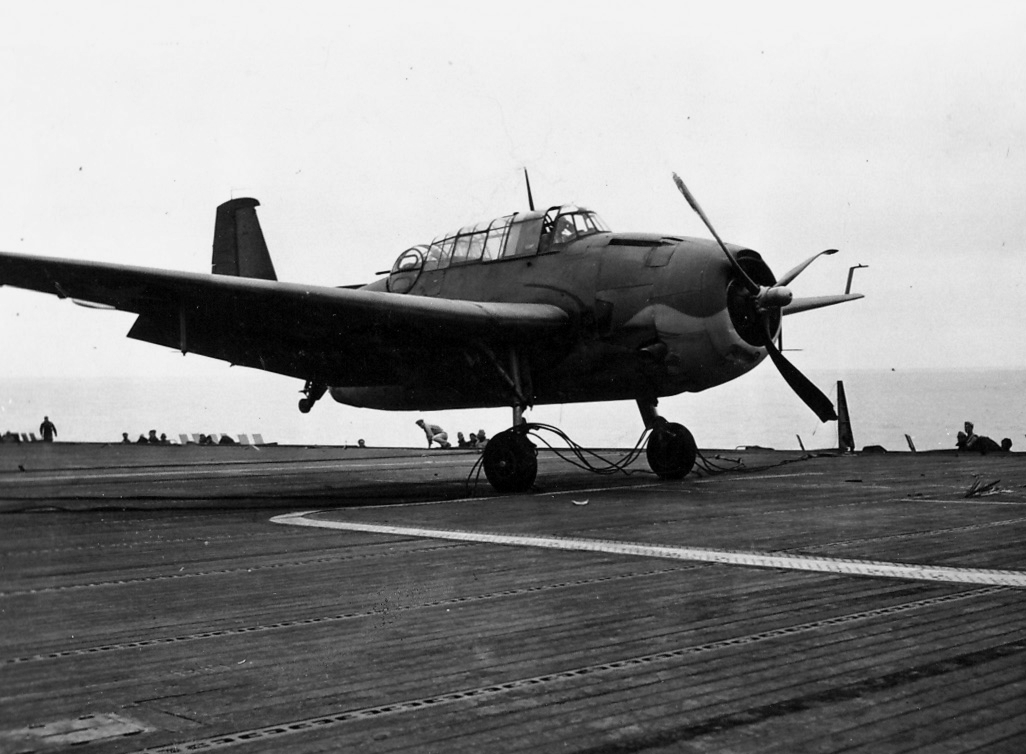
Apontage d'un Avenger, 1943
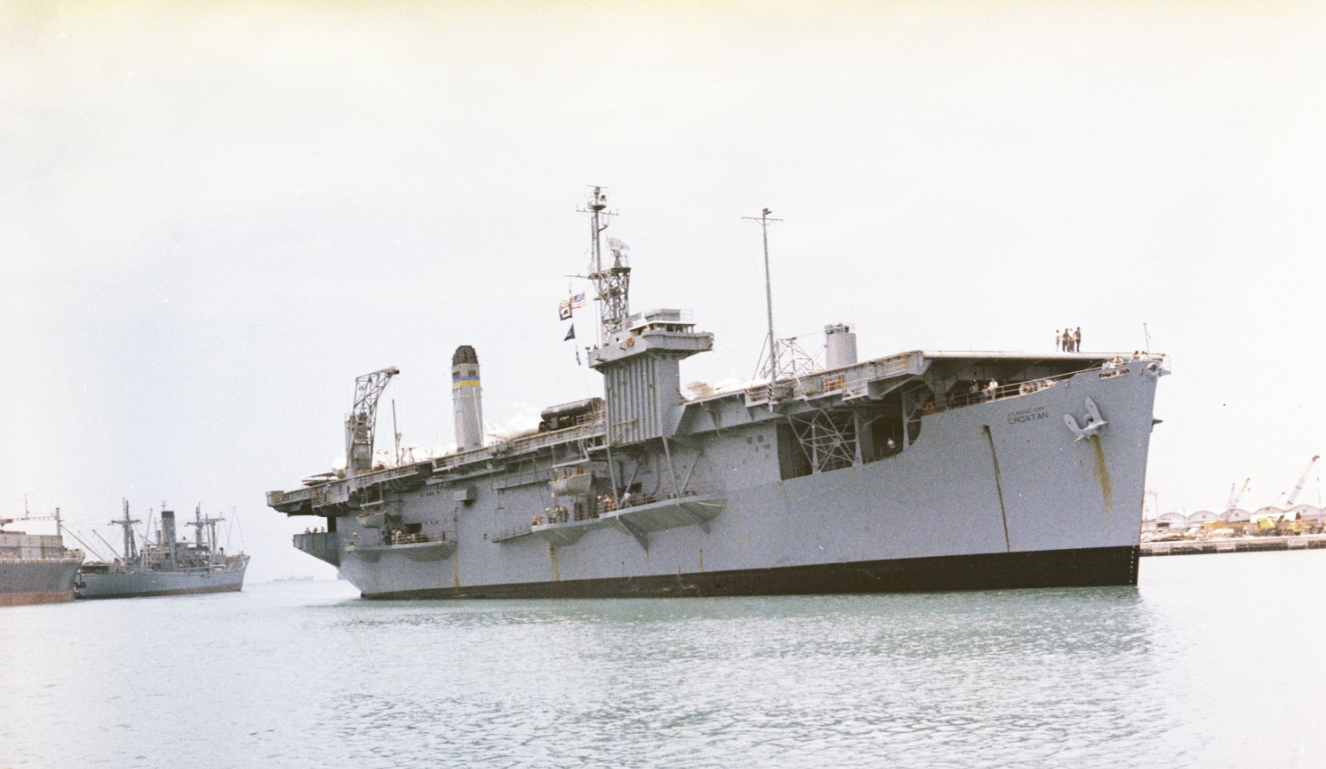
En ecale au japon (1967).
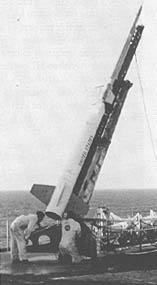
Fusée Nike-Apache sur le pont du Croatan.